# Southern Combination Football League
Southern Combination Football League là một giải bóng đá Anh bao phủ các hạt của East Sussex, West Sussex và Đông Nam Surrey, Anh.
Thành lập năm 1920 với tên gọi Sussex County Football League, bây giờ giải có 6 hạng đấu – 3 cho đội chính và 3 cho đội dự bị. Các hạng đấu của đội chính – One, Two and Three, nằm ở Bậc 5, 6 & 7 của National League System, nằm dưới các hạng đấu của Isthmian League và Southern League. Các hạng dự bị không nằm trong hệ thống giải đấu. Giải thay đổi tên thành Southern Combination Football League từ mùa giải 2015–16.
Mùa giải này (2015/16), giải đấu bổ sung 2 hạng đấu  U21, một ở phía Đông và một ở phía Tây và mỗi hạng gồm 7 đội bóng.
Đội vô địch Division One mùa giải 2014–15 là Littlehampton Town.
Lỗi Lua trong Mô_đun:Location_map/multi tại dòng 27: Không tìm thấy trang định rõ bản đồ định vị. "Mô đun:Location map/data/England south", "Bản mẫu:Bản đồ định vị England south", và "Bản mẫu:Location map England south" đều không tồn tại.

## Nhà vô địch

### 1920–39
Ban đầu giải đấu chỉ gồm một hạng gồm 12 câu lạc bộ, sau đó ổn định thành 14 câu lạc bộ và bị hủy bỏ do Thế chiến thứ II.

Khu vực được bao phủ bởi Southern Combination Football League được tô màu xanh dương đậm.

| Mùa giải | Đội vô địch      |
| -------- | ---------------- |
| 1920–21  | Worthing         |
| 1921–22  | Worthing         |
| 1922–23  | Vernon Athletic  |
| 1923–24  | Corps of Signals |
| 1924–25  | Corps of Signals |
| 1925–26  | Southwick        |
| 1926–27  | Worthing         |
| 1927–28  | Southwick        |
| 1928–29  | Worthing         |
| 1929–30  | Southwick        |
| 1930–31  | Worthing         |
| 1931–32  | Horsham          |
| 1932–33  | Horsham          |
| 1933–34  | Worthing         |
| 1934–35  | Horsham          |
| 1935–36  | Horsham          |
| 1936–37  | Horsham          |
| 1937–38  | Horsham          |
| 1938–39  | Worthing         |

### 1945–46
Từ mùa giải đầu tiên sau chiến tranh, giải đấu chia thành 2 khu vực, Đông và Tây.
| Mùa giải | Eastern        | Western  |
| -------- | -------------- | -------- |
| 1945–46  | Haywards Heath | Worthing |

### 1946–52
Sau thể thức chia đôi, giải trở về thể thức một hạng đấu trong 6 mùa giải tiếp theo.
| Mùa giải | Đội vô địch    |
| -------- | -------------- |
| 1946–47  | Horsham        |
| 1947–48  | Southwick      |
| 1948–49  | Bognor Regis   |
| 1949–50  | Haywards Heath |
| 1950–51  | Haywards Heath |
| 1951–52  | Shoreham       |

### 1952–83
Hạng đấu thứ hai được thêm vào năm 1952. Thể thức 2 hạng đấu này kéo dài hơn 30 năm, ngoại lệ ở mùa giải 1962–63 do mùa đông khắc nghiệt khiến mùa giải không thể hoàn thành. Giải đấu như thông thường thì bị hủy bỏ và một hệ thống giải đấu khẩn cấp được thi đấu ở nửa sau mùa giải.
| Mùa giải | Division One                  | Division Two                  |
| -------- | ----------------------------- | ----------------------------- |
| 1952–53  | Shoreham                      | Wigmore Athletic              |
| 1953–54  | Newhaven                      | Hove White Rovers             |
| 1954–55  | Eastbourne United             | Three Bridges United          |
| 1955–56  | Eastbourne United             | Rye United                    |
| 1956–57  | Bexhill Town Athletic         | A P V Athletic                |
| 1957–58  | Arundel                       | Lancing                       |
| 1958–59  | Arundel                       | Sidley United                 |
| 1959–60  | Chichester City               | Old Varndeanians              |
| 1960–61  | Chichester City               | Hastings Rangers              |
| 1961–62  | Whitehawk                     | Shoreham                      |
| 1962–63  | Normal competitions abandoned | Normal competitions abandoned |
| 1963–64  | Whitehawk                     | Selsey                        |
| 1964–65  | Lewes                         | Sidley United                 |
| 1965–66  | Bexhill Town Athletic         | Horsham Y M C A               |
| 1966–67  | Bexhill Town Athletic         | Wadhurst                      |
| 1967–68  | Chichester City               | Whitehawk                     |
| 1968–69  | Southwick                     | Ringmer                       |
| 1969–70  | Haywards Heath                | Lancing                       |
| 1970–71  | Ringmer                       | Bognor Regis Town             |
| 1971–72  | Bognor Regis Town             | Newhaven                      |
| 1972–73  | Chichester City               | Portfield                     |
| 1973–74  | Newhaven                      | Wigmore Athletic              |
| 1974–75  | Southwick                     | Burgess Hill Town             |
| 1975–76  | Burgess Hill Town             | Selsey                        |
| 1976–77  | Eastbourne Town               | Shoreham                      |
| 1977–78  | Shoreham                      | Steyning                      |
| 1978–79  | Peacehaven & Telscombe        | Pagham                        |
| 1979–80  | Chichester City               | Hastings Town                 |
| 1980–81  | Pagham                        | Whitehawk                     |
| 1981–82  | Peacehaven & Telscombe        | Wick                          |
| 1982–83  | Peacehaven & Telscombe        | Horsham Y M C A               |

### 1983–nay
Sau thể thức hai hạng đấu chứng tỏ hiệu quả trong 30 năm, hạng đấu thứ ba được bổ sung năm 1983. Khi hai hạng trên dành cho các câu lạc bộ kì cựu với Sussex FA, hạng đấu mới Division Three đã và đang dành cho các đội bóng trung bình.
| Mùa giải  | Division One                  | Division Two                  | Division Three         |
| --------- | ----------------------------- | ----------------------------- | ---------------------- |
| 1983–84   | Whitehawk                     | Portfield                     | East Preston           |
| 1984–85   | Steyning Town                 | Shoreham                      | Oakwood                |
| 1985–86   | Steyning Town                 | Wick                          | Seaford Town           |
| 1986–87   | Arundel                       | Pagham                        | Langney Sports         |
| 1987–88   | Pagham                        | Langney Sports                | Midway                 |
| 1988–89   | Pagham                        | Seaford Town                  | Saltdean United        |
| 1989–90   | Wick                          | Bexhill Town                  | Worthing United        |
| 1990–91   | Littlehampton Town            | Newhaven                      | Ifield                 |
| 1991–92   | Peacehaven & Telscombe        | Portfield                     | Hassocks               |
| 1992–93   | Peacehaven & Telscombe        | Crowborough Athletic          | Withdean               |
| 1993–94   | Wick                          | Shoreham                      | Bosham                 |
| 1994–95   | Peacehaven & Telscombe        | Mile Oak                      | Midhurst & Easebourne  |
| 1995–96   | Peacehaven & Telscombe        | Saltdean United               | Ifield                 |
| 1996–97   | Burgess Hill Town             | Littlehampton Town            | Sidlesham              |
| 1997–98   | Burgess Hill Town             | East Preston                  | Lingfield              |
| 1998–99   | Burgess Hill Town             | Sidley United                 | Oving Social Club      |
| 1999–2000 | Langney Sports                | Sidlesham                     | Bosham                 |
| 2000–01   | Sidley United                 | Southwick                     | Rye United             |
| 2001–02   | Burgess Hill Town             | Rye & Iden United             | Pease Pottage Village  |
| 2002–03   | Burgess Hill Town             | Rye & Iden United             | Midhurst & Easebourne  |
| 2003–04   | Chichester City United        | Littlehampton Town            | Crowborough Athletic   |
| 2004–05   | Horsham Y M C A               | Crowborough Athletic          | Storrington            |
| 2005–06   | Horsham Y M C A               | Oakwood                       | Peacehaven & Telscombe |
| 2006–07   | Eastbourne Town               | Pagham                        | Rustington             |
| 2007–08   | Crowborough Athletic          | East Grinstead Town           | Loxwood                |
| 2008–09   | Eastbourne United Association | Peacehaven & Telscombe        | Clymping               |
| 2009–10   | Whitehawk                     | Rye United                    | Bosham                 |
| 2010–11   | Crawley Down                  | A.F.C. Uckfield               | Dorking Wanderers      |
| 2011–12   | Three Bridges                 | East Preston                  | Newhaven               |
| 2012–13   | Peacehaven & Telscombe        | Littlehampton Town            | Sidlesham              |
| 2013–14   | East Preston                  | Eastbourne United Association | Langney Wanderers      |
| 2014–15   | Littlehampton Town            | Worthing United               | Southwick              |

## Đội bóng vô địch nhiều nhất
- 8 – Peacehaven & Telscombe
- 7 – Horsham, Worthing
- 6 – Burgess Hill Town, Chichester City United (gồm 5 khi còn là Chichester City), Southwick